# さくら学院 2011年度 〜FRIENDS〜
『さくら学院 2011年度 〜FRIENDS〜』（さくらがくいん にせんじゅういちねんど フレンズ）は、さくら学院の2枚目のアルバム。2012年3月21日にユニバーサルJから発売された。

## 概要
初回限定「さ」・「く」・「ら」盤、通常盤の4形態での発売。初回限定「さ」・「く」・「ら」盤はCD+DVD、通常盤はCDのみの商品構成。

## 収録曲
CD（全盤共通）
1. ベリシュビッッ
作詞：生田真心、作曲：フジノタカフミ、編曲：原田ナオ
2. FRIENDS
作詞・作曲・編曲：cAnON.
3. プリーズ!プリーズ!プリーズ! / バトン部 Twinklestars
作詞・作曲・編曲：沖井礼二
4. ラピカム / バトン部 Twinklestars
作詞：森由里子、作曲・編曲：酒井陽一
5. 走れ正直者 / 帰宅部 sleepiece
作詞：さくらももこ、作曲：織田哲郎、編曲：松田岳二
6. よくばりフィーユ / クッキング部 ミニパティ
作詞：井上トモノリ、作曲：Takeshi Nagai、編曲：SEXY-SYNTHESIZER
7. いいね!（Vega mix ver.） / 重音部 BABYMETAL
作詞：中田カオス、作曲：Mish-Mosh、編曲：daiki kasho
8. オトメゴコロ。
作詞・作曲・編曲：cAnON.
9. ピクトグラム
作詞：伊藤緑、作曲：西野史人・大川啓之、編曲：安岡洋一郎
10. 3.a.m / 卒業生 武藤彩未、三吉彩花、松井愛莉
作詞：生田真心・フジノタカフミ、作曲：生田真心、編曲：原田ナオ
11. See you...
作詞：森由里子、作曲・編曲：Ryo
12. 旅立ちの日に
作詞：小嶋登、作曲：坂本浩美、編曲：坂部剛

DVD：『さぁ!今年もやってきた学年末テスト。』（さ盤）
- 「ベリシュビッッ」ミュージッククリップ
- さくら学院 2011年度 抜き打ち学年末テスト
- さくら学院 “武藤彩未の部屋”
- 心理テスト 〜本当のオトメゴコロ。〜 Team Ayaka
- 特典映像

DVD：『クライマックスは予測不可能!?』（く盤）
- 「旅立ちの日に」ミュージッククリップ
- ドラマ「憧れのFRIENDS 〜水野由結の憂鬱〜」
- ドラマ「憧れのFRIENDS 〜武藤彩未の野望〜」
- さくら学院 “松井愛莉の部屋”
- 心理テスト 〜本当のオトメゴコロ。〜 Team Ayami
- 特典映像

DVD：『ライトOK!カメラOK!3.2.1...アクション!』（ら盤）
- 「FRIENDS」ミュージッククリップ
- 「ピクトグラム」のミュージッククリップを作ろう!
- さくら学院 “三吉彩花の部屋”
- 心理テスト 〜本当のオトメゴコロ。〜 Team Airi
- 特典映像

## 封入特典（初回・通常盤各封入）
- 生徒カード全13種類から1種類ランダム封入（初回盤/通常盤初回プレス分のみ）
- 2形態同時購入応募特典あり